# Mitreni
Mitreni là một xã thuộc hạt Călărași, România. Dân số thời điểm năm 2002 là 4897 người.